# Grimsta IP
El Grimsta idrottsplats, a menudo abreviado Grimsta IP es un estadio de usos múltiples ubicado en el distrito de Vällingby, en la ciudad de Estocolmo, Suecia. Fue inaugurado en 1963 y desde 2018 ofrece una capacidad para 5.600 espectadores. Es utilizado por el club de fútbol IF Brommapojkarna de la Allsvenskan, la máxima categoría del fútbol profesional.

## Historia
El estadio fue construido en 1963 y, tras la construcción de la tribuna principal, ofrecía una capacidad para 4.500 espectadores. Después de que IF Brommapojkarna ascendiera a la Allsvenskan por primera vez en la temporada 2007, la capacidad del estadio se amplió a 7.343 asientos. El 19 de abril de 2009 se registró un número récord de espectadores, cuando 6.255 aficionados asistieron al partido contra su rival ciudadano del AIK Estocolmo.
El estadio tiene una grada principal cubierta y una grada descubierta con asientos que se extiende sobre la mitad del campo. En los lados cortos del campo hay gradas de pie. El estadio originalmente jugaba sobre césped natural; Para cumplir con los requisitos de la Allsvenskan, la ciudad de Estocolmo invirtió 20 millones de coronas en la instalación de un campo de césped artificial y un sistema de calefacción de césped.
En 2015 la ciudad de Estocolmo, propietaria del estadio, decidió construir una nueva tribuna principal, como parte de una fase de construcción que originalmente duró doce meses, se construyeron nuevos vestuarios, una sala para control antidopaje, una nueva zona de prensa y una zona de Hospitality. El presupuesto asignado para la renovación ascendió a 58 millones de coronas suecas. Después de que los trabajos de construcción duraron todo el año 2016, el estadio, que ahora tiene capacidad para 5.800 espectadores, fue reabierto en abril de 2017 con el partido de segunda división entre IF Brommapojkarna y Örgryte IS.

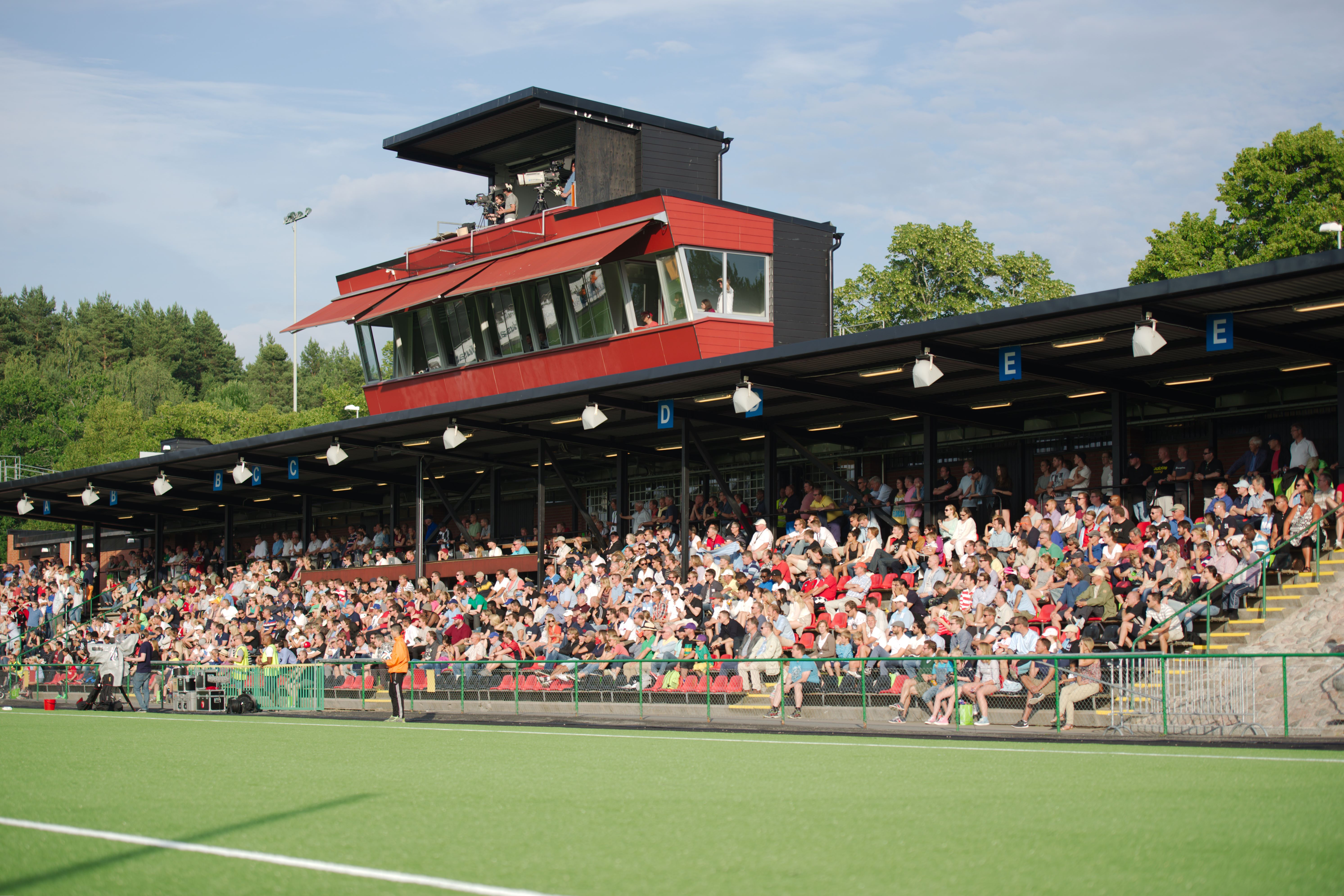
Tribuna principal.